# Care drain
 (décembre 2018).
Si vous disposez d'ouvrages ou d'articles de référence ou si vous connaissez des sites web de qualité traitant du thème abordé ici, merci de compléter l'article en donnant les références utiles à sa vérifiabilité et en les liant à la section « Notes et références ».
Le care drain est le mouvement migratoire qui concerne des individus se destinant à prodiguer des soins aux personnes – ou care – dans la région où ils s'installent. Phénomène dont le nom est inspiré du brain drain, qui désigne les migrations convergentes de scientifiques, il s'agit d'une migration de travail impliquant surtout des femmes. Une fois arrivées sur leur point de chute, elles offrent leurs services comme assistantes maternelles, infirmières, aide-soignantes, etc. L'expression est particulièrement utilisée pour expliquer l'immigration en provenance du Sud-est asiatique aux États-Unis, où les Philippins, par exemple, exercent volontiers dans le secteur médico-social informel ou peu qualifié.